# Le sac des filles
Le Sac des filles es el primer álbum de la artista francesa Camille publicado el 23 de septiembre de 2002. Llegó en Francia al puesto 99 de lista de ventas[cita requerida]. En español se traduce como El bolso de las chicas. Publicó 3 singles del álbum; Le sac des filles, La demeure d'un ciel, Paris.
Pensado en un primer momento como un disco folk grabado en directo, la idea se concreta con Jacques Ehahart (productor de Jardin d'hiver de Henri Salvador). El músico de jazz Magik Malik colaboró grabando notas de flauta en algunas canciones. El álbum llega a vender más de 30000 ejemplares y conoce un verdadero éxito.
Seducido por la canción Paris, Stéphane Sednaoui — estrella del videoclip y colaborador de Madonna — contacta con la casa discográfica de Camille para grabar el videoclip, aceptando una cantidad de dinero menor.
La canción 1,2,3 sirvió de acompañamiento para una marca de perfumes en su campaña internacional.

## Lista de temas
1. 1, 2, 3
2. Paris
3. La demeure d'un ciel
4. Les ex
5. Mon petit vieux
6. Ruby
7. Le Sac des filles
8. Un homme deserté
9. Je ne suis pas ta chose
10. Elle s'en va
11. Là où je suis née